# Cathédrale Saint-Alexandre-Nevski de Yalta
Cette  cathédrale n’est pas la seule cathédrale Saint-Alexandre-Nevski.
La cathédrale Saint-Alexandre-Nevski est la principale église orthodoxe de la ville de Yalta. Elle est inséparablement liée à la maison impériale. Elle est dédiée à saint Alexandre Nevski, canonisé en 1547.
Elle a été construite en l’honneur d’Alexandre II assassiné en 1881.

## Référence
- (es) Cet article est partiellement ou en totalité issu de l’article de Wikipédia en espagnol intitulé « Catedral de Alejandro Nevski de Yalta » (voir la liste des auteurs).

1. ↑  Numéro :  01-119-0297.